# Dècada del 1100
La dècada del 1100 va ser una dècada del calendari julià que va començar l'1 de gener de 1100 i va acabar el 31 de desembre de 1109.

## Esdeveniments
- El rei Enric I d'Anglaterra promulga la Carta de Llibertats, antecedent de la Constitució anglesa.[1]
- Els croats conquesten la ciutat de Trípol i, a l'actual Líban (1109).[2]
- Invenció del joc de les dames.[3]
- Fundació de Cusco, al Perú.
- Explicació del principi de la cambra fosca, que possibilitarà la fotografia.
- Fundació del comtat de Trípoli en el marc de les croades
- Ús de la brúixola per orientar-se al mar per part de navegants xinesos
- Es reconquereix Balaguer a les tropes musulmanes
- Gran expansió del molí hidràulic a Itàlia

## Necrològiques
- Alfons VI rei de Castella i Lleó[4]

## Personatges destacats
- Alfons I d'Aragó[5]